# 陳慥
陳慥（？—？），字季常，北宋眉州（今四川青神）人，一說永嘉（浙江今縣）人，陳希亮第四子，隐士。
陳慥少時仰慕遊俠朱家、郭解為人。稍壯，專心讀書，希望有一番作為，可惜不遇。及至晚年居於黃州（今湖北黃岡市黃州區）之歧亭，常信佛，飽參禪學，自稱龍丘先生，又曰方山子，與蘇軾是好友，嘗與蘇軾論兵及古今成敗。蘇軾為他作《方山子傳》。
陳慥喜好賓客，蓄納聲妓。其妻子柳氏為名門望族河東柳氏人（本名不詳，民間稱柳月娥）非常兇妒，柳氏即以更擊壁大呼，客為散去，季常非常怕她。蘇軾賦詩《寄吳德仁兼簡陳季常詩》戲之曰：「誰似龍丘居士賢，談空談有夜不眠。忽聞河東獅子吼，拄杖落手心茫然。」獅子吼原比喻佛教神威，這是「河東獅吼」、「季常之癖」的典故。
季常“晚年於光黃間，庵居蔬食，徒步往來山中，不與世相聞”。

### 影視形象
| 演員   | 作品              | 年份 | 类型   |
| 廖偉雄 | 河東獅吼 (電視劇) | 1996 | 電視劇 |
| 黎耀祥 | 騷東坡            | 2001 | 電視劇 |
| 古天樂 | 我家有一隻河東獅  | 2002 | 電影   |
| 邵傳勇 | 刁蠻嬌妻蘇小妹    | 2010 | 電視劇 |
| 宋嵩   | 蘇東坡            | 2012 | 電視劇 |
| 泰臣   | 東坡家事          | 2015 | 電視劇 |